# Eugenia ibarrae
Eugenia ibarrae är en myrtenväxtart som beskrevs av Cyrus Longworth Lundell. Eugenia ibarrae ingår i släktet Eugenia och familjen myrtenväxter. Inga underarter finns listade i Catalogue of Life.